# Луїза Кароліна Гессен-Дармштадтська
Луїза Кароліна Теодора Амалія Гессен-Дармштадтська (нім. Luise Karoline Theodora Amalie von Hessen-Darmstadt, 16 січня 1779 — 18 квітня 1811) — принцеса Гессен-Дармштадтська, донька ландграфа Гессен-Дармштадтського Людвіга X та Луїзи Гессен-Дармштадтської, дружина принца Ангальт-Кетенського Людвіга.

## Біографія
Луїза народилась 16 січня 1779 року в сім'ї спадкоємця Гессен-Дармштадтського престолу Людвіга та його дружини Луїзи Гессен-Дармштадтської. Вона була єдиною донькою, окрім неї в сім'ї зростало п'ятеро синів. Країною в цей час правив їхній дід-вояка Людвіг IX. Батько став ландграфом у 1790 році.
У 21-річному віці побралася із принцом Ангальт-Кетенським Людвігом, молодшим братом правлячого герцога Августа Крістіана. Весілля відбулося 27 липня 1800 року у Дармштадті. У подружжя народилося двоє синів. За кілька днів до народження молодшого сина Людвіг раптово помер. Людвіг Август від народження став спадкоємцем Ангальт-Кетена, оскільки правлячий герцог не мав дітей.
Луїза пішла з життя 18 квітня 1811 року. Людвіг Август наступного року успадкував країну у десятирічному віці.

## Родина
Чоловік — Людвіг, князь Ангальт-Кетенський
Діти:
- Фрідріх Вільгельм (7 липня—29 жовтня 1801) помер немовлям;
- Людвіг Август (1802—1818) — герцог Ангальт-Кетена у 1812—1818, помер бездітним та неодруженим.